# Änglavakt (film)
Änglavakt är en svensk dramafilm från 2010 regisserad av Johan Brisinger. Filmen hade biopremiär i Sverige den 19 mars 2010 och släpptes på DVD och blu-ray den 4 augusti 2010. Filmen är tillåten från 7 år.

## Handling
Ernst (Michael Nyqvist) och Cecilia (Izabella Scorupco) lever ett lyckligt och välordnat familjeliv. Men en dag då sonen Alexander råkar ut för en olycka och hamnar i koma, vänds detta helt upp och ner. När det är som mörkast, träffar de främlingen Walter (Tchéky Karyo) och han förändrar deras liv på ett oväntat sätt.

## Tagline
Våga tro och allt är möjligt.

## Rollista i urval
- Izabella Scorupco – Cecilia Josefsson
- Michael Nyqvist – Ernst Josefsson
- Melker Duberg – Alexander
- Tchéky Karyo – Walter
- Peter Jankert – Brandchef
- Donald Sumpter – Mannen på bänken
- Ewa Fröling – Inga
- Jacob Ericksson – Birger
- Saga Gärde – Agnes